# Copa del Món de ciclisme en pista
La Copa del Món de ciclisme en pista és una competició organitzada per la Unió Ciclista Internacional formada per diferents esdeveniments on es disputen diverses proves de ciclisme en pista.

## Proves
| Homes - Quilòmetre contrarellotge - Velocitat individual - Persecució individual (4 km) - Persecució per equips (4 km) - Keirin - Velocitat per equips - Cursa per punts (30 km) - Madison (40 km) - Scratch (15 km) - Òmnium | Dones - 500 metres contrarellotge - Velocitat individual - Persecució individual (3 km) - Persecució per equips (3 km) - Keirin - Velocitat per equips - Cursa per punts (20 km) - Scratch (10 km) - Òmnium |

S'atorguen de 12 a 1 punts entre els 10 primers de cada prova.
| Posició | 1r | 2n | 3r | 4t | 5è | 6è | 7è | 8è | 9è | 10è |
| Punts   | 12 | 10 | 8  | 7  | 6  | 5  | 4  | 3  | 2  | 1   |

## Classificació final per equips
| Any       | 1r            | 2n            | 3r              |
| 1993      | França        |               |                 |
| 1994      | Alemanya      |               |                 |
| 1995      | França        |               |                 |
| 1996      | França        |               |                 |
| 1997      | França        | Austràlia     | Itàlia          |
| 1998      | Alemanya      | França        | Estats Units    |
| 1999      | França        | Alemanya      | Estats Units    |
| 2000      | França        | Itàlia        | Alemanya        |
| 2001      | Alemanya      | França        | Estats Units    |
| 2002      | Estats Units  | Alemanya      | Austràlia       |
| 2003      | Alemanya      | Austràlia     | França          |
| 2004      | Alemanya      | França        | Austràlia       |
| 2004-2005 | Països Baixos | Rússia        | Regne Unit      |
| 2005-2006 | Països Baixos | Rússia        | Alemanya        |
| 2006-2007 | Països Baixos | Alemanya      | Regne Unit      |
| 2007-2008 | Països Baixos | França        | Rússia          |
| 2008-2009 | Alemanya      | Països Baixos | Regne Unit      |
| 2009-2010 | Alemanya      | Austràlia     | Països Baixos   |
| 2010-2011 | França        | Regne Unit    | Austràlia       |
| 2011-2012 | Alemanya      | França        | Austràlia       |
| 2012-2013 | Alemanya      | Regne Unit    | França          |
| 2013-2014 | Regne Unit    | Austràlia     | Rússia          |
| 2014-2015 | Alemanya      | Regne Unit    | Austràlia       |
| 2015-2016 | Regne Unit    | Alemanya      | R.P. de la Xina |
| 2016-2017 | França        | Rússia        | Polònia         |
| 2017-2018 |               |               |                 |